# Ucrania en la Copa Mundial de Fútbol de 2006
La selección nacional de Ucrania es uno de los 32 países participantes de la Copa Mundial de Fútbol de 2006, realizada en Alemania.
Ucrania, la cuna de algunos de los principales jugadores de la desaparecida selección de la Unión Soviética, no había logrado clasificar a ningún torneo internacional desde su independencia en 1991. Esto se revirtió cuando en una brillante campaña se convirtió en el primer equipo del mundo clasificado a la Copa Mundial.
Liderados por Andriy Shevchenko, considerado uno de los mejores jugadores del mundo, Ucrania llegó a Alemania a integrar el Grupo H junto a Arabia Saudita, España y Túnez.
A pesar de ser considerado uno de los equipos más promisorios del torneo, en su primer encuentro fueron completamente sobrepasados por los españoles, que obtuvieron la victoria por 4:0. Sin embargo, dicha derrota sería olvidada rápidamente cuando ganaran con igual marcador a los saudíes, gracias a los goles de Shevchenko, Rusol, Rebrov y Kalinichenko. En el partido final del grupo, Ucrania disputaba la clasificación ante Túnez. Con un solitario gol del capitán ucraniano a los 68', su seleccionado clasificó a la siguiente ronda.
En los octavos de final, Ucrania enfrentó a Suiza. El partido terminó con los 90 minutos reglamentarios sin goles, lo que no cambiaría en los 30 minutos de prórroga, por lo que el encuentro se definió en una tanda de penales. Suiza no logró anotar ningún tiro, lo que le dio el pase a Ucrania.
Italia sería el rival de Ucrania en los cuartos de final. Los itálicos superaron a Ucrania, que en ninguno de sus cuatro partidos anteriores pudo demostrar el buen fútbol que se esperaba de ella. Finalmente, el eventual campeón eliminó a Ucrania al derrotarlos por 3:0.

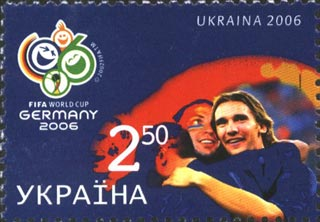
Sello conmemorativo de la Selección de Ucrania.

## Clasificación

### Grupo 2
| Pos. | Equipo     | Pts. | PJ | G | E | P  | GF | GC | Dif. | Clasificación |     | UKR | TUR | DEN | GRE | ALB | GEO | KAZ |
| ---- | ---------- | ---- | -- | - | - | -- | -- | -- | ---- | ------------- | --- | --- | --- | --- | --- | --- | --- | --- |
| 1    | Ucrania    | 25   | 12 | 7 | 4 | 1  | 18 | 7  | +11  | Clasificado   |     | —   | 0–1 | 1–0 | 1–1 | 2–2 | 2–0 | 2–0 |
| 2    | Turquía    | 23   | 12 | 6 | 5 | 1  | 23 | 9  | +14  | Playoff       |     | 0–3 | —   | 2–2 | 0–0 | 2–0 | 1–1 | 4–0 |
| 3    | Dinamarca  | 22   | 12 | 6 | 4 | 2  | 24 | 12 | +12  |               |     | 1–1 | 1–1 | —   | 1–0 | 3–1 | 6–1 | 3–0 |
| 4    | Grecia     | 21   | 12 | 6 | 3 | 3  | 15 | 9  | +6   |               | 0–1 | 0–0 | 2–1 | —   | 2–0 | 1–0 | 3–1 |     |
| 5    | Albania    | 13   | 12 | 4 | 1 | 7  | 11 | 20 | −9   |               | 0–2 | 0–1 | 0–2 | 2–1 | —   | 3–2 | 2–1 |     |
| 6    | Georgia    | 10   | 12 | 2 | 4 | 6  | 14 | 25 | −11  |               | 1–1 | 2–5 | 2–2 | 1–3 | 2–0 | —   | 0–0 |     |
| 7    | Kazajistán | 1    | 12 | 0 | 1 | 11 | 6  | 29 | −23  |               | 1–2 | 0–6 | 1–2 | 1–2 | 0–1 | 1–2 | —   |     |

 Fuente: 

## Jugadores
Datos corresponden a situación previo al inicio del torneo
| #  | Nombre                | Posición      | Edad | PJ Sel | Club                  |
| -- | --------------------- | ------------- | ---- | ------ | --------------------- |
| 1  | Oleksandr Shovkovsky  | Portero       | 31   | 68     | Dínamo de Kiev        |
| 2  | Andriy Nesmachniy     | Defensa       | 27   | 49     | Dínamo de Kiev        |
| 3  | Oleksandr Yatsenko    | Defensa       | 21   | 1      | Dínamo de Kiev        |
| 4  | Anatoli Timoshchuk    | Mediocampista | 27   | 55     | Shakhtar Donetsk      |
| 5  | Vladímir Yezerskiy    | Defensa       | 29   | 24     | Dnipro Dnipropetrovsk |
| 6  | Andriy Rusol          | Defensa       | 23   | 23     | Dnipro Dnipropetrovsk |
| 7  | Andriy Shevchenko     | Delantero     | 29   | 64     | AC Milan              |
| 8  | Oleg Shelayev         | Mediocampista | 29   | 19     | Dnipro Dnipropetrovsk |
| 9  | Oleg Gusev            | Mediocampista | 23   | 25     | Dínamo de Kiev        |
| 10 | Andriy Voronin        | Delantero     | 26   | 32     | Bayer Leverkusen      |
| 11 | Serhiy Rebrov         | Delantero     | 32   | 70     | Dínamo de Kiev        |
| 12 | Andriy Piatov         | Portero       | 21   | 1      | Vorskla Poltava       |
| 13 | Dmitro Chigrinskiy    | Defensa       | 19   | 0      | Shakhtar Donetsk      |
| 14 | Andriy Husin †        | Mediocampista | 33   | 64     | Krylya Sovetov        |
| 15 | Artem Milevskiy       | Delantero     | 21   | 0      | Dínamo de Kiev        |
| 16 | Andriy Vorobey        | Delantero     | 27   | 53     | Shakhtar Donetsk      |
| 17 | Vladislav Vashchuk    | Defensa       | 31   | 58     | Dínamo de Kiev        |
| 18 | Serhiy Nazarenko      | Mediocampista | 26   | 15     | Dnipro Dnipropetrovsk |
| 19 | Maksím Kalinichenko   | Mediocampista | 27   | 21     | Spartak de Moscú      |
| 20 | Oleksiy Byelik        | Delantero     | 25   | 15     | Shakhtar Donetsk      |
| 21 | Ruslan Rotan          | Mediocampista | 24   | 19     | Dínamo de Kiev        |
| 22 | Viacheslav Sviderskiy | Defensa       | 27   | 6      | Arsenal de Kiev       |
| 23 | Bohdan Shust          | Portero       | 20   | 2      | Shakhtar Donetsk      |
| DT | Oleg Blokhin          |               |      |        |                       |

## Participación

### Enfrentamientos previos
| Fecha                 | Lugar      |         |                    | Resultado |                       |            |
| --------------------- | ---------- | ------- | ------------------ | --------- | --------------------- | ---------- |
| 28 de febrero de 2006 | Bakú       | Ucrania | Bandera de Ucrania | 0:0       | Bandera de Azerbaiyán | Azerbaiyán |
| 28 de mayo de 2006    | Kiev       | Ucrania | Bandera de Ucrania | 4:0 (3:0) | Bandera de Costa Rica | Costa Rica |
| 2 de junio de 2006    | Lausana    | Ucrania | Bandera de Ucrania | 0:0       | Bandera de Italia     | Italia     |
| 5 de junio de 2006    | Gossau     | Ucrania | Bandera de Ucrania | 3:0 (0:0) | Bandera de Libia      | Libia      |
| 8 de junio de 2006    | Luxemburgo | Ucrania | Bandera de Ucrania | 3:0 (0:0) | Bandera de Luxemburgo | Luxemburgo |

### Primera fase
| Equipo         | Pts | PJ | PG | PE | PP | GF | GC | Dif |
| -------------- | --- | -- | -- | -- | -- | -- | -- | --- |
| España         | 9   | 3  | 3  | 0  | 0  | 8  | 1  | +7  |
| Ucrania        | 6   | 3  | 2  | 0  | 1  | 5  | 4  | +1  |
| Túnez          | 1   | 3  | 0  | 1  | 2  | 3  | 6  | −3  |
| Arabia Saudita | 1   | 3  | 0  | 1  | 2  | 2  | 7  | −5  |

| 14 de junio de 2006, 15:00 | Ucrania | 0:4 (0:2) | España                                               | Zentralstadion, Leipzig                                             |                                                                     |
|                            |         | Reporte   | Xabi Alonso 13' · Villa 17', 48' (pen.) · Torres 81' | Asistencia: 43 000 espectadores Árbitro(s): Massimo Busacca (Suiza) | Asistencia: 43 000 espectadores Árbitro(s): Massimo Busacca (Suiza) |

| 19 de junio de 2006, 18:00 | Ucrania                                                   | 4:0 (2:0) | Arabia Saudita | AOL Arena, Hamburgo                                                  |                                                                      |
|                            | Rusol 4' · Rebrov 36' · Shevchenko 46' · Kalinichenko 84' | Reporte   |                | Asistencia: 50 000 espectadores Árbitro(s): Graham Poll (Inglaterra) | Asistencia: 50 000 espectadores Árbitro(s): Graham Poll (Inglaterra) |

| 23 de junio de 2006, 16:00 | Ucrania               | 1:0 (0:0) | Túnez | Estadio Olímpico, Berlín                                               |                                                                        |
|                            | Shevchenko 70' (pen.) | Reporte   |       | Asistencia: 72 000 espectadores Árbitro(s): Carlos Amarilla (Paraguay) | Asistencia: 72 000 espectadores Árbitro(s): Carlos Amarilla (Paraguay) |

### Octavos de final
| 26 de junio de 2006, 21:00 | Ucrania                                  | 0:0 (0:0) (t. s.)(3:0 p.)  | Suiza                         | RheinEnergieStadion, Colonia                                           |                                                                        |
|                            |                                          | Reporte                    |                               | Asistencia: 45 000 espectadores Árbitro(s): Armando Archundia (México) | Asistencia: 45 000 espectadores Árbitro(s): Armando Archundia (México) |
|                            |                                          | Tiros desde el punto penal |                               |                                                                        |                                                                        |
|                            | Shevchenko · Milevskiy · Rebrov · Gusyev |                            | Streller · Barnetta · Cabanas |                                                                        |                                                                        |

### Cuartos de final
| 30 de junio de 2006, 21:00 | Ucrania | 0:3 (0:1) | Italia                       | AOL Arena, Hamburgo                                                      |                                                                          |
|                            |         | Reporte   | Zambrotta 6' · Toni 59', 69' | Asistencia: 50 000 espectadores Árbitro(s): Frank De Bleeckere (Bélgica) | Asistencia: 50 000 espectadores Árbitro(s): Frank De Bleeckere (Bélgica) |

### Participación de jugadores
| #  | Nombre                | Posición      | PJ | Min |   | Asist | Tiros  | Faltas |   |   |
| -- | --------------------- | ------------- | -- | --- | - | ----- | ------ | ------ | - | - |
| 2  | Andriy Nesmachniy     | Defensa       | 5  | 480 | 0 | 0     | 2      | 17-7   | 1 | 0 |
| 3  | Oleksandr Yatsenko    | Defensa       | 0  | 0   | 0 | 0     | 0      | 0-0    | 0 | 0 |
| 4  | Anatoliy Tymoschuk    | Mediocampista | 5  | 480 | 0 | 0     | 4      | 9-11   | 1 | 0 |
| 5  | Vladímir Yezerskiy    | Defensa       | 1  | 90  | 0 | 0     | 1      | 0-4    | 1 | 0 |
| 6  | Andriy Rusol          | Defensa       | 4  | 314 | 1 | 0     | 1      | 1-2    | 2 | 0 |
| 7  | Andriy Shevchenko     | Delantero     | 5  | 472 | 2 | 1     | 12     | 14-11  | 0 | 0 |
| 8  | Oleg Shelayev         | Mediocampista | 5  | 435 | 0 | 0     | 4      | 2-12   | 1 | 0 |
| 9  | Oleg Gusev            | Mediocampista | 5  | 435 | 0 | 0     | 2      | 11-10  | 0 | 0 |
| 10 | Andriy Voronin        | Delantero     | 4  | 368 | 0 | 0     | 11     | 5-6    | 0 | 0 |
| 11 | Serhiy Rebrov         | Delantero     | 4  | 178 | 1 | 0     | 5      | 2-1    | 0 | 0 |
| 13 | Dmytro Chigrinsky     | Defensa       | 0  | 0   | 0 | 0     | 0      | 0-0    | 0 | 0 |
| 14 | Andriy Husin          | Mediocampista | 5  | 283 | 0 | 0     | 4      | 3-5    | 0 | 0 |
| 15 | Artem Milevsky        | Delantero     | 4  | 89  | 0 | 0     | 0      | 9-11   | 1 | 0 |
| 16 | Andriy Vorobei        | Delantero     | 4  | 245 | 0 | 0     | 1      | 3-1    | 0 | 0 |
| 17 | Vladislav Vashchuk    | Defensa       | 3  | 212 | 0 | 0     | 0      | 1-1    | 0 | 1 |
| 18 | Serhiy Nazarenko      | Mediocampista | 0  | 0   | 0 | 0     | 0      | 0-0    | 0 | 0 |
| 19 | Maxim Kalinichenko    | Mediocampista | 4  | 328 | 1 | 2     | 7      | 11-10  | 2 | 0 |
| 20 | Oleksiy Byelik        | Delantero     | 1  | 19  | 0 | 0     | 1      | 0-1    | 0 | 0 |
| 21 | Ruslan Rotan          | Mediocampista | 3  | 129 | 0 | 0     | 1      | 3-2    | 0 | 0 |
| 22 | Viacheslav Sviderskiy | Defensa       | 3  | 199 | 0 | 0     | 0      | 2-13   | 3 | 0 |
| #  | Nombre                | Posición      | PJ | Min |   | Prom. | Atajos | Faltas |   |   |
| 1  | Oleksandr Shovkovsky  | Portero       | 5  | 480 | 7 | 1,4   | 18     | 0-0    | 0 | 0 |
| 12 | Andriy Pyatov         | Portero       | 0  | 0   | 0 | 0     | 0      | 0-0    | 0 | 0 |
| 23 | Bohdan Shust          | Portero       | 0  | 0   | 0 | 0     | 0      | 0-0    | 0 | 0 |